# 本願寺津村別院

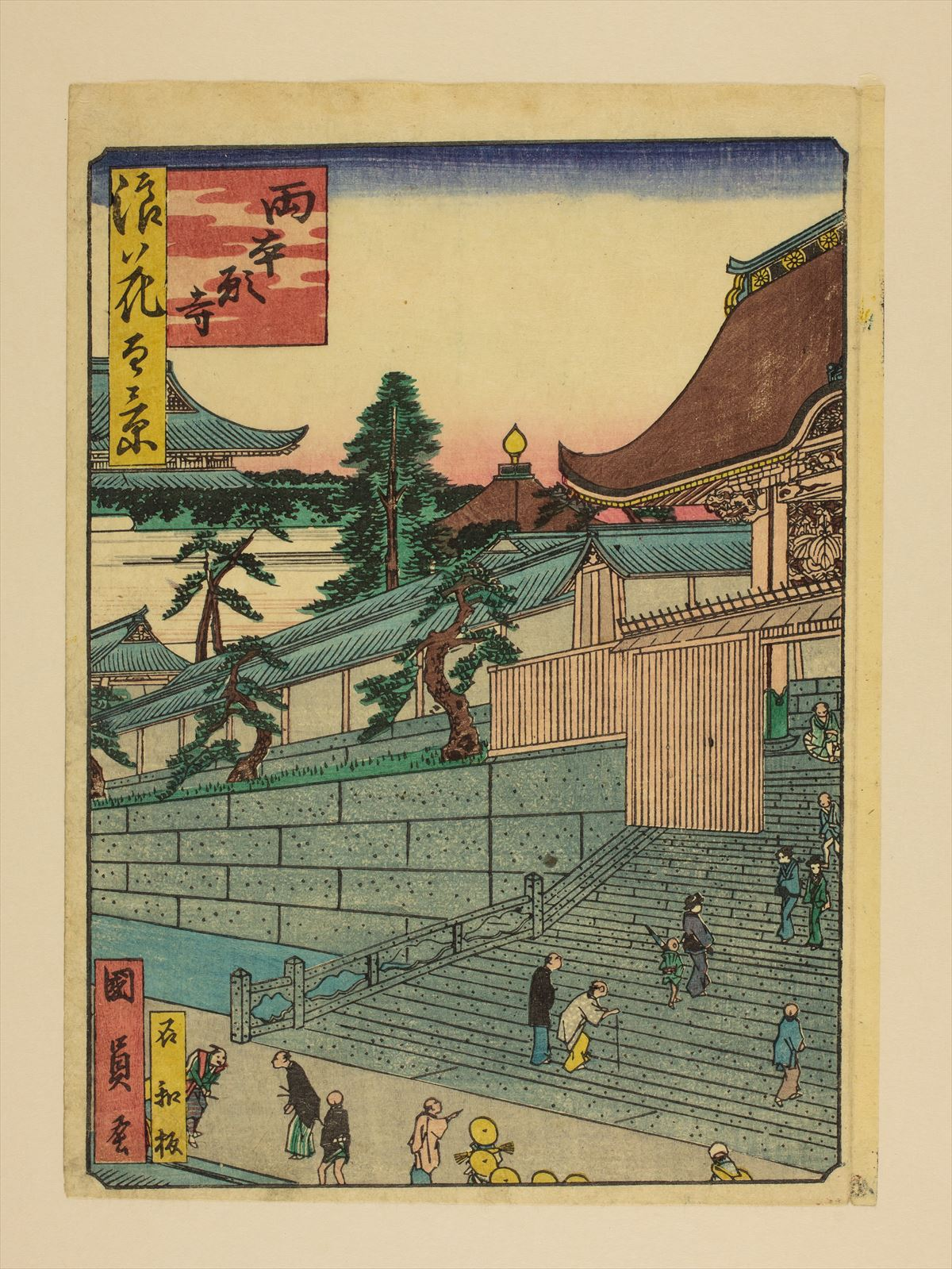
両本願寺 (浪花百景)

本願寺津村別院（ほんがんじつむらべついん）は、大阪市中央区本町にある浄土真宗本願寺派の寺院。本山西本願寺の別院。山号は龍谷山。本尊は阿弥陀如来。通称は北御堂（きたみどう）と呼ばれる。
住職は浄土真宗本願寺派門主が兼ねるが、別院輪番が置かれて実務を主管している。浄土真宗本願寺派の大阪教区教務所が併設されているが、教務所長は津村別院の副輪番である。
別院名の「津村」とは戦国時代に見られる摂津国西成郡の郷名で、入り江であった古代の円江（つぶらえ）から転じたといわれる。船場が市街化された後も、1872年（明治5年）まで当院北に位置する御霊神社にかけての町名は津村南之町（当院北側の備後町通沿い）となっていた。また、当院東側の御堂筋は、北御堂と南御堂（真宗大谷派難波別院）の門前を通る道であることに由来する。

## 歴史
天満にあった天満本願寺が京都の堀川六条に寺基を移した後（西本願寺）、大坂の門徒たちにより天正20年（1592年）に楼の岸（ろうのきし、現・中央区天満橋京町の八軒家浜近辺）に集会所が設けられた。これが津村別院の始まりである。
集会所は慶長2年（1597年）に津村とも円江（つぶらえ）とも呼ばれていた当地に移転すると、津村御坊に名称を改め慶長10年（1605年）に本堂が建立された。
江戸時代になると当院は整備されて本堂、書院、対面所、台所、鐘楼、山門などを備える大きな寺院となっており、明暦元年（1655年）には、朝鮮通信使の宿舎として使用され、約800人が宿泊している。なお、当院は合計で9回も朝鮮通信使の宿舎に使用されている。
元禄5年（1692年）には建物の改築や境内地の拡張が行われ、元禄7年（1694年）に二尊堂（蓮如堂）が建立された。が、元禄9年（1696年）に二尊堂が焼失する。すぐに二尊堂の再建が行われるが同時に寺地が拡張され、元禄12年（1699年）に再興慶讃法要が行われ、享保7年（1722年）にようやく二尊堂が完成した。
享保9年（1724年）3月21日の享保の大火により堂舎が焼失するが、享保19年（1734年）に再び境内地を拡張したうえで再建された。
弘化3年（1846年）に二尊堂が再建される。
1868年（明治元年）1月に津村御坊に大坂鎮台（大坂裁判所）が置かれたほか、3月には明治天皇が行幸され書院が天皇の行在所とされた。また、1872年（明治5年）5月、6月も明治天皇の行在所となっている。
1873年（明治6年）には大阪府病院が当院に移転し、本堂を除くほとんどの建物が病院に貸与された。
1876年（明治9年）に津村御坊から津村別院に名称を改めている。
1878年（明治11年）9月2日に、当院で大阪商法会議所の第一回総会が開催され、五代友厚が初代会頭に選出されている。また、翌1879年（明治12年）に大阪府病院が中之島に移転して建物が返却された。
1888年（明治21年）には境内の南側に第21代宗主の明如（大谷光尊）により、相愛女学校（現・相愛中学校・高等学校）が創立された。
1927年（昭和2年）に御堂筋の拡張工事のために境内地の東側が売却された。
1928年（昭和3年）に相愛女子専門学校（のちの相愛女子短期大学）が創立された。
1930年（昭和5年）には地下鉄御堂筋線の工事のため、境内の東側が削り取られている。
太平洋戦争中の1945年（昭和20年）3月13日・14日の第1回大阪大空襲で全焼している。この時、本堂に200から300発、対面所にも100発の焼夷弾が降り注いだという。
1946年（昭和21年）3月には仮本堂の建築に着手して1951年（昭和26年）6月に完成したが、1954年（昭和29年）6月9日に火事によって焼失した。
1958年（昭和33年）に相愛女子大学（現・相愛大学）が創立された。
1964年（昭和39年）4月に鉄筋コンクリート構造で本堂が再建された。
1965年（昭和40年）3月に境内の南東に竣工した御堂ビルディング（御堂ビル）は竹中工務店本社・大阪本店となっている。
1966年（昭和41年）に第1回御堂まつりが北御堂と南御堂（真宗大谷派難波別院）が中心になって行われる。これが後には御堂筋パレードになる。
1969年（昭和44年）に山門の南に大阪第二有楽ビルが建てられてた。
1983年（昭和58年）に相愛女子短期大学・相愛大学が南港ポートタウンに移転した。
2019年（平成31年）1月9日に、山門の下1階部分に「北御堂ミュージアム」が開館した。大坂本願寺以来の大阪と本願寺の関わりと、その周知を意図してのものである。
2022年（令和4年）11月15日に、大阪第二有楽ビルと相愛学園の体育施設等（D棟・E棟）を解体した。学校とオフィスの合築となる地上26階建ての高層棟、都市型ホテルとなる地上14階建ての中層棟で構成される複合建築物へ建て替える新築工事に着手した。

## 境内
東を御堂筋、南を本町通、西を渡辺筋、北を備後町通に囲まれた範囲が元来の境内地であり、昭和初期には約6,596坪の広さがあった。大阪大空襲による焼失以前は、南側に本堂、北側に対面所という配置だった。
現在、北御堂は北寄りに位置し、南西に系列の相愛中学校・高等学校及び相愛大学本町学舎、南東に大阪第二有楽ビル、御堂ビル（竹中工務店本社・大阪本店）が所在している。
- 本堂 - 1964年（昭和39年）4月再建。4階建ての鉄筋コンクリート構造で、屋根は宝形造。1階が寺務所など、2階が津村ホールなど、3階が書院などになっており、4階が本堂である。2012年（平成24年）から翌年にかけて修理された。
- 親鸞聖人像
- 蓮如上人像
- 山門
  - 北御堂ミュージアム
- 相愛中学校・高等学校
- 相愛大学本町学舎
- 御堂ビル

## 文化財

### 大阪市指定有形文化財
- 木造阿弥陀如来立像

## アクセス
OsakaMetro（御堂筋線・中央線・四つ橋線）本町駅A階段2番出口から左側すぐ。